# Rejon kalinkowicki
Rejon kalinkowicki (biał. Калінкавіцкі раён) – rejon w południowo-wschodniej Białorusi, w obwodzie homelskim. Leży na terenie dawnego powiatu bobrujskiego.
Ludność zamieszkująca obszar rejonu wynosi 63,8 tys. mieszkańców, z czego 39,7 tys. zamieszkuje tereny miejskie, a 24,1 tys. tereny wiejskie (2010).